# Pétrole au Liban
 (décembre 2019).
Le contenu est difficilement compréhensible vu les erreurs de traduction, qui sont peut-être dues à l'utilisation d'un logiciel de traduction automatique.
L'intérêt pour le pétrole au Liban, ainsi que pour le gaz a débuté sous l'ère du mandat français, mais les pressions politiques, les conditions de la guerre civile, l'instabilité politique dans le pays et la difficulté de l'extraire sont des facteurs qui ont retardé le processus d'exploration et de recherche. Les dernières études ont confirmé que la mer du Liban flotte[pas clair] sur un gaz qui dépasse 122 billions de pieds cubes et 30 à 40 milliards de barils de pétrole brut. 

## Histoire du pétrole au Liban
L'histoire du pétrole avec le Liban a commencé à l'époque du mandat français lorsque le haut-commissaire français, Henry de Jouvenel, a promulgué en 1926 une loi autorisant l'exploration, l'investissement et l'extraction de mines de pétrole et de minéraux. Louis Dubertret en 1932, et une autre étude du géologue américain George Renouard en 1955, dans laquelle il anticipait la présence de pétrole au Liban. 
En 1946, l'IPC[Qui ?] a effectué des travaux d'excavation dans la région des Treble au nord, et en 1953 un autre puits a été foré dans la région de Yahmar dans la Bekaa occidentale, et entre 1960 et 1961, une entreprise allemande en creusant un puits au profit de la même entreprise dans la région d'Adloun, et en 1963 une entreprise italienne a baptisé   Creuser deux puits à Sahmur et Tal Zanoub (la Bekaa), comme à Abrin, à l'est de Batroun.[pas clair]
En 2002, le gouvernement a passé un contrat avec la société anglaise Spectrum, qui a mené une enquête bidimensionnelle couvrant toute la côte libanaise, et le rapport de la société a indiqué une possibilité réelle de pétrole et de gaz. 
Et plus tard terminé L'entreprise G · S ·  norvégien travaux de recherche à travers ses trois - analyses dimensions à l' emplacement lui - même, a fait remarquer que les plus grandes quantités de pétrole en échange de la côte nord Abda. 
Les recherches géologiques pour le pétrole se sont poursuivies, car la PGS a mené des levés tridimensionnels en 2006-2007, l'un dans les eaux libanaises et l'autre dans les eaux chypriotes libanaises, indiquant la possibilité que les quantités commerciales de pétrole atteignent 50% et que le Liban ait pu avoir des stocks jusqu'à 8 milliards de barils. 
Cependant, le dossier n'a pas bougé avant l'annonce de l'American Noble Energy Company le 22 juin 2010, après que des tests sismiques tridimensionnels ont confirmé ce que PGS avait découvert, parlant de l'existence d'un immense gisement de gaz appelé Vitan contenant au moins 16 milliards de pieds cubes dans une zone de concession. En Méditerranée, dans une zone au large de la côte libanaise, dans une zone maritime internationale entre les frontières maritimes de la Palestine et de Chypre. 

## Localisation du pétrole au Liban
Le scientifique Ghassan Kansoh a souligné dans ses études sur la présence de quantités de pétrole au Liban, en particulier dans les zones entre Batroun et Tripoli dans les eaux territoriales libanaises. Quant au géologue Ziad Baydoun, il a confirmé dans de nombreuses recherches que le pétrole se trouvait dans le (plateau continental) inondé d'eau. La mer peu profonde se trouve sur la côte libanaise et non dans les régions intérieures, sans exclure la présence de puits, en particulier dans les régions de Sohmor et Hamar dans la Beqaa’i. Le spécialiste de la géologie pétrolière Michel Yammine a souligné dans la thèse de doctorat (1981) sous la direction du professeur russe Aggieri qu'il existe une forte possibilité de pétrole et de gaz dans le plateau continental libanais en Méditerranée orientale. En effet, le « système de failles régulières parallèle à l'ancienne faille du Levant en Méditerranée orientale » a peut-être été utilisé dans la formation de la zone du plateau continental avec des caractéristiques distinctives des traditions appartenant au modèle côtier atlantique, et que la forte mobilité du système de failles syriennes aurait pendant la période du néogène, et peut-être avant le néogène, elle conduit à la formation de bassins côtiers pouvant accumuler d'importantes réserves de pétrole et de gaz naturel. Après la récente enquête, les experts ont constaté la présence de pétrole dans trois régions libanaises: Batroun - Chekka, qui s'étend jusqu'au mont Trebel, dans la région de Rashkeda, Batroun, et les régions de Sahmur et Yhmur dans la Bekaa, et la région d'Adloun dans le sud. 

## Problèmes rencontrés par le Liban pour extraire son pétrole et son gaz
La non-démarcation des frontières fluviales avec Chypre, la  Syrie et Israël, ainsi que la non-démarcation des frontières terrestres avec la Syrie, ce qui rend les gisements de pétrole qui s'y trouvent contestés entre ces pays. Omission de spécifier les zones économiques marines qui dépassent les eaux régionales qui ne dépassent pas vingt kilomètres. D'autant plus que la zone économique maritime au Liban est intimement liée à son homologue à Chypre, ce qui complique le processus de détermination de la proportion de chaque pays à partir des champs qui s'y trouvent. 
L'absence d'une marine sophistiquée au Liban. Fournir des raffineries de pétrole à Tripoli et Zahrani, et il n'y a pas assez de réservoirs pour stocker les quantités destinées à être extraites.